# ناحیه فرانکفورد، شهرستان موور، مینه سوتا
ناحیه فرانکفورد (به انگلیسی: Frankford Township) یک منطقهٔ مسکونی در ایالات متحده آمریکا است که در شهرستان مور، مینه‌سوتا واقع شده‌است.
 ناحیه فرانکفورد ۷۷٫۷ کیلومتر مربع مساحت و ۳۵۸ نفر جمعیت دارد و ۴۰۰ متر بالاتر از سطح دریا واقع شده‌است.